# Going Blank Again
Going Blank Again es el segundo álbum de estudio de la banda de rock alternativo británico Ride, lanzado en marzo de 1992 por Creation Records. El álbum fue producido por Alan Moulder, y alcanzó el puesto número 5 en el UK Albums Chart. En octubre de 2009, el álbum fue certificado oro por la Industria Fonográfica Británica por ventas mayores a 100.000 unidades.
El álbum ha llamado la atención de manera retroactiva en un sector del público latinoamericano por el riff particular de la versión unplugged de «Un misil en mi placard», canción de la banda argentina Soda Stereo, la cual se basa en «Chrome Waves», la cuarta canción del álbum.

## Lista de canciones
Toda la música compuesta por Andy Bell, Loz Colbert, Mark Gardener, Steve Queralt. 
| N.º   | Título                  | Letras        | Vocalista      | Duración |  |
| 1.    | «Leave Them All Behind» | Mark Gardener | Gardener, Bell | 8:17     |  |
| 2.    | «Twisterella»           | Gardener      | Gardener       | 3:42     |  |
| 3.    | «Not Fazed»             | Bell          | Gardener, Bell | 4:24     |  |
| 4.    | «Chrome Waves»          | Bell          | Bell           | 3:53     |  |
| 5.    | «Mouse Trap»            | Gardener      | Gardener, Bell | 5:14     |  |
| 6.    | «Time of Her Time»      | Bell          | Bell           | 3:16     |  |
| 7.    | «Cool Your Boots»       | Bell          | Bell           | 6:01     |  |
| 8.    | «Making Judy Smile»     | Bell          | Bell           | 2:39     |  |
| 9.    | «Time Machine»          | Gardener      | Gardener, Bell | 5:54     |  |
| 10.   | «OX4»                   | Gardener      | Gardener, Bell | 7:03     |  |
| 50:24 |                         |               |                |          |  |

| Bonus tracks |                                                      |        |                |          |  |
| N.º          | Título                                               | Música | Vocalista      | Duración |  |
| 11.          | «Going Blank Again» (del EP Twisterella de 1992)     |        | Gardener, Bell | 3:21     |  |
| 12.          | «Howard Hughes» (del EP Twisterella de 1992)         |        | Gardener, Bell | 4:03     |  |
| 13.          | «Stampede» (del EP Twisterella de 1992)              |        | Gardener       | 4:16     |  |
| 14.          | «Grasshopper» (del EP Leave Them All Behind de 1992) |        |                | 10:56    |  |

## Posicionamiento en listas
| Listas (1992)              | Mejor posición |
| -------------------------- | -------------- |
| Nueva Zelanda (RIANZ)      | 34             |
| Reino Unido (UK Albums)    | 5              |
| Suecia (Sverigetopplistan) | 32             |

## Certificaciones
| País (Certificador) | Certificación | Ventas certificadas |
| --- | ------------- | ------------------- |
| Reino Unido (BPI) | Oro           | 100 000*            |
| ^cifras de envíos basadas únicamente en la certificación xcifras no especificadas basadas únicamente en la certificación |               |                     |